# Al-Bara
Pour les articles homonymes, voir Bara.
Bara, El-Bara, Al-Bara ou Albara (en arabe : bāra, بارة, ou qalaʿa ʾabū sufyān, قلعة ابو سفياب) est la plus grande des villes mortes du Jebel Riha au nord-ouest de la Syrie, située à 25 km de Ma'arrat al-Numan, environ à 65 km au nord de Hama et à 80 km au sud-ouest d'Alep. Elle fut fondée au IVe siècle, connut son apogée du Ve   au   VIIe siècle et fut abandonnée au XIIe siècle.

## Localisation
Al-Bara se trouve dans le gouvernorat d'Idlib, à environ 700 mètres d'altitude, dans les collines arides du Jebel Zawiye (également appelé Jebel Riha), la partie sud du massif calcaire du nord de la Syrie. Le village est accessible à 35 kilomètres au sud d'Idlib via Ariha. Avec ses quelques magasins d'alimentation, il s'étend le long de la route principale. Dans ses environs, on cultive, comme dans l'Antiquité, des olives, du raisin et des céréales sur de petites parcelles séparées par des murs en pierre de taille. On y trouve également des amandes, des figues, des pêches et des grenades dans les jardins familiaux. Le site des ruines commence au-delà d'un oued, dans une vallée en pente douce, à quelques centaines de mètres à l'ouest du village.

## Histoire
Sur les quelque 700 établissements du début de l'époque byzantine dans la région des villages antiques du Massif calcaire de Syrie du Nord, il n'y avait, outre Capropera (al-Bara), que deux sites de la taille d'une ville, tous deux situés au nord : le centre de pèlerinage de Telanissos (Deir Seman) et le centre administratif de Caprobarada (Brad). Al-Bara était le centre administratif de la région sud d'Apamène et dépendait de la ville d'Apamée. Elle était le siège d'un évêque de confession syriaque orthodoxe, subordonné à l'archevêque d'Antioche.
Alors que pour d'autres sites de la région, un début d'occupation est attesté dès le Ier siècle après J.-C., les plus anciennes constructions d'al-Bara datent de la fin du IVe siècle. Les trois premières églises ont été construites au début du Ve siècle. La plus ancienne, construite vers l'an 400, était un petit édifice qui a été agrandi à plusieurs reprises aux Ve et VIe siècles. Les deux églises suivantes étaient de grandes basiliques. L'apogée de la ville se situe aux Ve et VIe siècles et a été rendue possible par la production abondante d'huile d'olive, de vin et de céréales. On constate une croissance rapide de l'habitat, en particulier jusque vers 470 après J.-C.. Lors de la conquête perse et arabe des provinces orientales romaines au début du VIIe siècle, al-Bara est restée intacte ; comme pour les autres localités du pays montagneux, la plupart des habitants chrétiens ont progressivement migré vers les plaines au siècle suivant. Jusqu'en 1098, al-Bara faisait partie de la province ecclésiastique orthodoxe d'Apamée.
C'est le siège d'un évêché byzantin jusqu'à l'arrivée des croisés. Une bataille y a lieu le 31 décembre 1097, durant laquelle Bohémond de Tarente et Robert de Flandre mettent en fuite une forte troupe de Turcs venus au secours d'Antioche assiégée. La ville est prise  en septembre 1098 par Raymond de Saint-Gilles. Al-Bara constitue dès lors une des pièces défensives de la principauté d'Antioche outre-Oronte avec Apamée. Puis elle est conquise par l'émir ortoqide l'Alep Balak en 1123, qui y édifie une forteresse, le Qalaat Abou Sofian (ou Abu Safyan). Elle retourne aux croisés à une date inconnue, puis en 1148 Nur ad-Din la leur prend définitivement. L'évêché d'Albara du patriarcat latin d'Antioche a existé de 1098 à 1148.
La forteresse arabe d'Abu Safyan, située à quelques centaines de mètres au nord-est de la ville, aurait été construite à cette époque. Une minorité juive vivait également sous la domination islamique, qui a pris fin en même temps que le siège d'Antioche, le 25 septembre 1098, avec la conquête et l'occupation d'al-Bara par une partie de l'armée de la première croisade menée par Raimond de Toulouse. Après la prise d'Antioche en 1098, l'armée des Croisés s'était lancée dans une expédition de pillage afin de se procurer des provisions pour l'hiver à venir. Elle passa par Rugia et al-Bara jusqu'à Maarat an-Numan, où elle culmina dans un massacre atroce. Al-Bara fut intégrée à la principauté d'Antioche nouvellement créée. Les croisés désignèrent parmi leurs rangs le clerc catholique Pierre de Narbonne comme évêque d'al-Bara. Auparavant, il n'y avait pas d'évêché orthodoxe à al-Bara, et l'évêque Pierre fut donc même confirmé en 1099 par le patriarche orthodoxe d'Antioche, Jean IV. Dans les années 1104 à 1105, 1119 à 1122 et 1123 à 1130, l'émir musulman d'Alep occupa la localité, à chaque fois reconquise par les Croisés d'Antioche, jusqu'à ce qu'elle tombe définitivement aux mains des musulmans de Nur ad-Din en 1148. Al-Bara, détruite par les tremblements de terre de 1157 et de 1170, est abandonnée et disparait des chroniques à la fin du XIIe siècle. Un village est construit à proximité au début du XXe siècle.

## Vestiges
Les ruines forment un vaste ensemble éparpillé sur plusieurs collines boisées (maquis, oliviers). C'était un riche bourg agricole fondé au IVe siècle sur une route commerciale importante entre Antioche et Apamée, dont l'économie était basée sur la production d'huile d'olive et de vin. Il se développe grâce aux moines qui s'y installent : entre le Ve et le VIIe siècle sont construits cinq églises, trois monastères et deux tombeaux pyramidaux. La ville devait alors accueillir jusqu'à 5 000 habitants. Contrairement à ce que l’on observe dans tous les autres villages du massif calcaire, al-Bara connut une grande prospérité dans un contexte marqué par une progression significative de l’Islam.

### Églises
Au total, la ville comptait cinq églises, désignées par les lettres E 1 à E 5, aujourd'hui en grande partie détruites. Toutes étaient des basiliques à trois nefs et possédaient, comme c'était l'usage dans la région, une abside semi-circulaire sur le côté est, flanquée de deux salles annexes. Les trois premières églises furent construites au début du Ve siècle, suivies de deux autres grands édifices religieux.

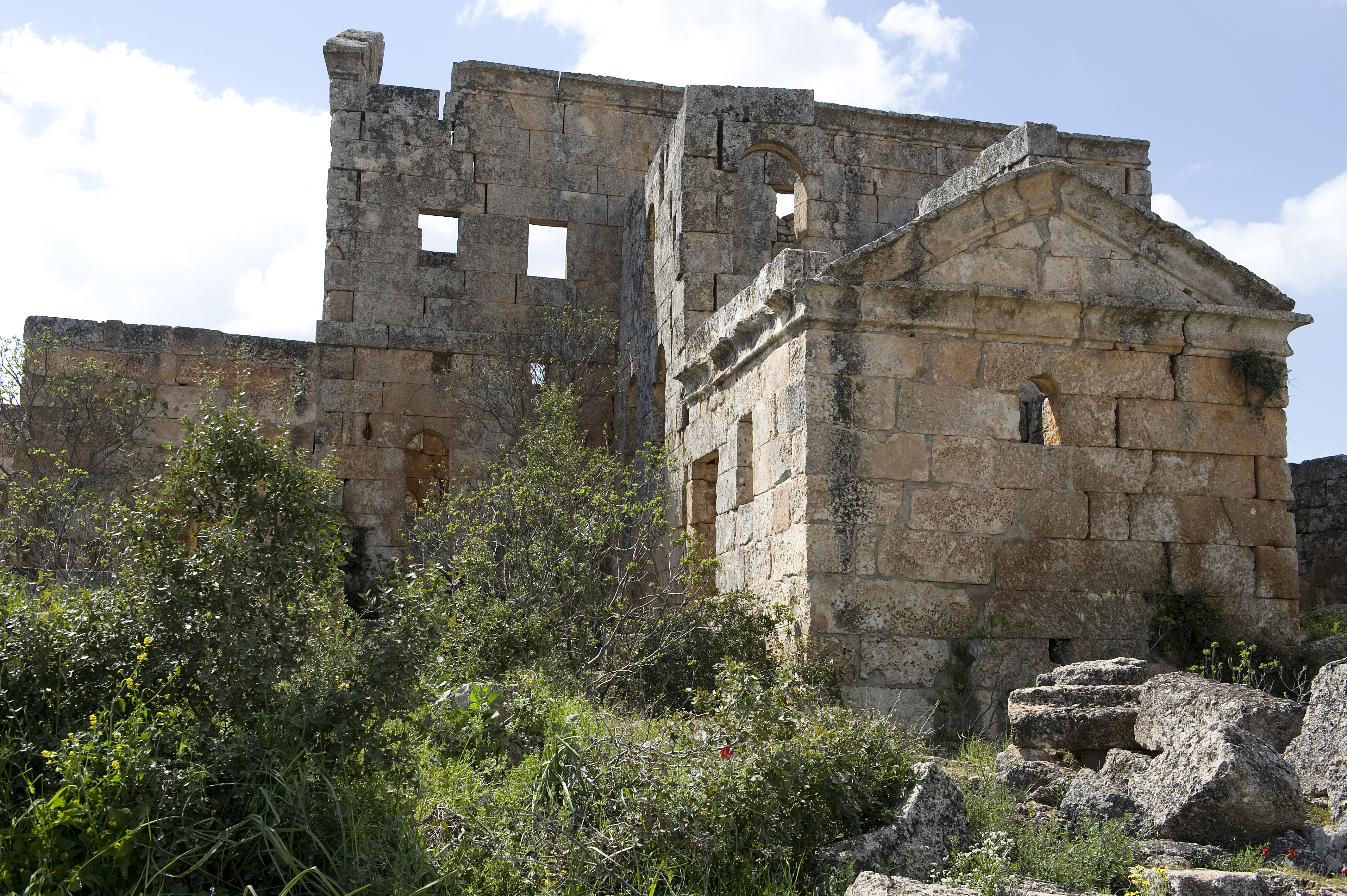
L'une des églises d'al-Bara

Au nord, à l'extérieur, se trouvait la grande basilique El Hosn (E 1) qui, d'après la qualité de la construction, devait être réalisée par des artisans urbains qualifiés, tout comme les églises communales du centre. Cette basilique possédait dans les murs de la nef centrale des architraves qui reposaient sur des colonnes avec des chapiteaux de console simples. L'un des plus grands édifices religieux syriens avec ses 56 mètres de long et 29,5 mètres de large, cette basilique occupe une place particulière et servait probablement d'église de pèlerinage. Sa situation à la périphérie du village et le fait qu'elle était entourée d'un téménos de 100 × 60 mètres entouré de murs parlent en faveur de cette fonction. Les colonnes inférieures portaient des chapiteaux en forme de consoles, celles de l'étage supérieur des chapiteaux corinthiens de différentes formes. Il est possible que le côté ouest d'El Hosn ait été souligné par un avant-corps avec deux tours d'angle (comme à Qalb Loze). À l'époque islamique, elle a été utilisée comme forteresse.
El Hosn et la grande église de la ville (église principale) datant du milieu du Ve siècle possédaient une tribune au-dessus des nefs latérales et, en raison de leur décoration architecturale similaire et complexe, elles ont probablement été construites par les mêmes artisans et achevées avant 470. La construction des deux murs surélevés se faisait au rez-de-chaussée avec des architraves, à l'étage avec des arcs en plein cintre sur des colonnes. L'abside était entourée de pièces annexes latérales et se trouvait à l'intérieur d'un mur droit à l'est. Il y avait probablement trois entrées sur la façade sud, deux à l'ouest et deux sur le côté nord. Un narthex était construit à l'ouest. Sa longueur, narthex compris, était de 34,6 mètres et sa largeur de 16,9 mètres. Devant l'angle nord-est se trouvait un bâtiment à nef unique avec une abside. Le premier plan de l'église municipale a été réalisé par Howard Crosby Butler vers 1900, Georges Tchalenko a corrigé les plans dans les années 1950. Dans les années 1970, Christine Strube a pu retrouver dans les décombres neuf chapiteaux du rez-de-chaussée, douze du premier étage et quatre chapiteaux de piliers. Tous étaient de style corinthien, certains avec des acanthes agitées par le vent.
Les chapiteaux corinthiens, en particulier la forme la plus élaborée avec des acanthes animées par le vent, des frises d'acanthes et des rinceaux de feuilles constituaient généralement le programme décoratif d'al-Bara, qui a eu un impact stylistique sur les autres sites du Jebel Zawiye.
L'église E5 est datée du milieu du VIe siècle.

### Monastères

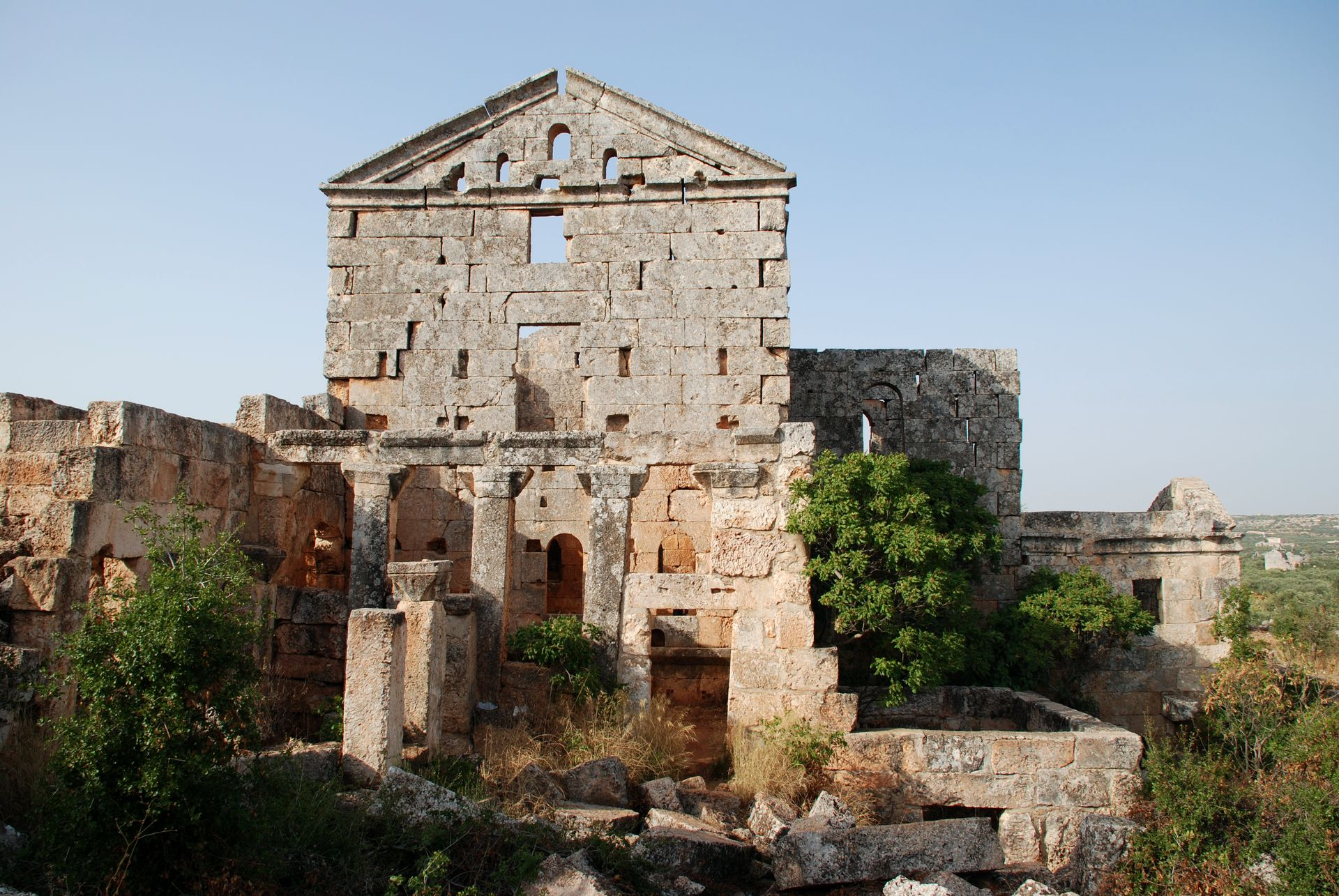
Le couvent de Deir Sobat au sud de la ville d'al-Bara

Dans le Jebel Zawiye, contrairement au nord, il n'y avait que peu de monastères, presque tous situés à proximité d'al-Bara (6 au total). À environ 500 mètres au sud-ouest, en contrebas du village, au bord de l'oued, se trouvent les ruines bien conservées du monastère de Deir Sobat, dont les murs ont été partiellement reconstruits. Le site du VIe siècle se présente aujourd'hui comme un champ de ruines partiellement recouvert de végétation et entouré d'un mur, au milieu duquel se trouve un complexe de bâtiments imbriqués avec un bâtiment principal de trois étages. Sur un dessin de reconstruction de l'écrivain-voyageur et diplomate français Melchior Comte de Vogüé, on peut voir une cour centrale entourée d'une aile de bâtiment en équerre de deux étages. La grande salle du bâtiment principal est entourée de couloirs et de pièces annexes. Une pièce carrée sur le côté est était utilisée comme oratoire. La vie monastique était orientée vers cet espace et se déroulait donc, comme dans d'autres monastères du sud, à l'intérieur des murs. À la différence des monastères du nord, comme on peut le voir à Deir Seman, des bâtiments d'église séparés se trouvaient dans le voisinage.

### Tombes pyramidales

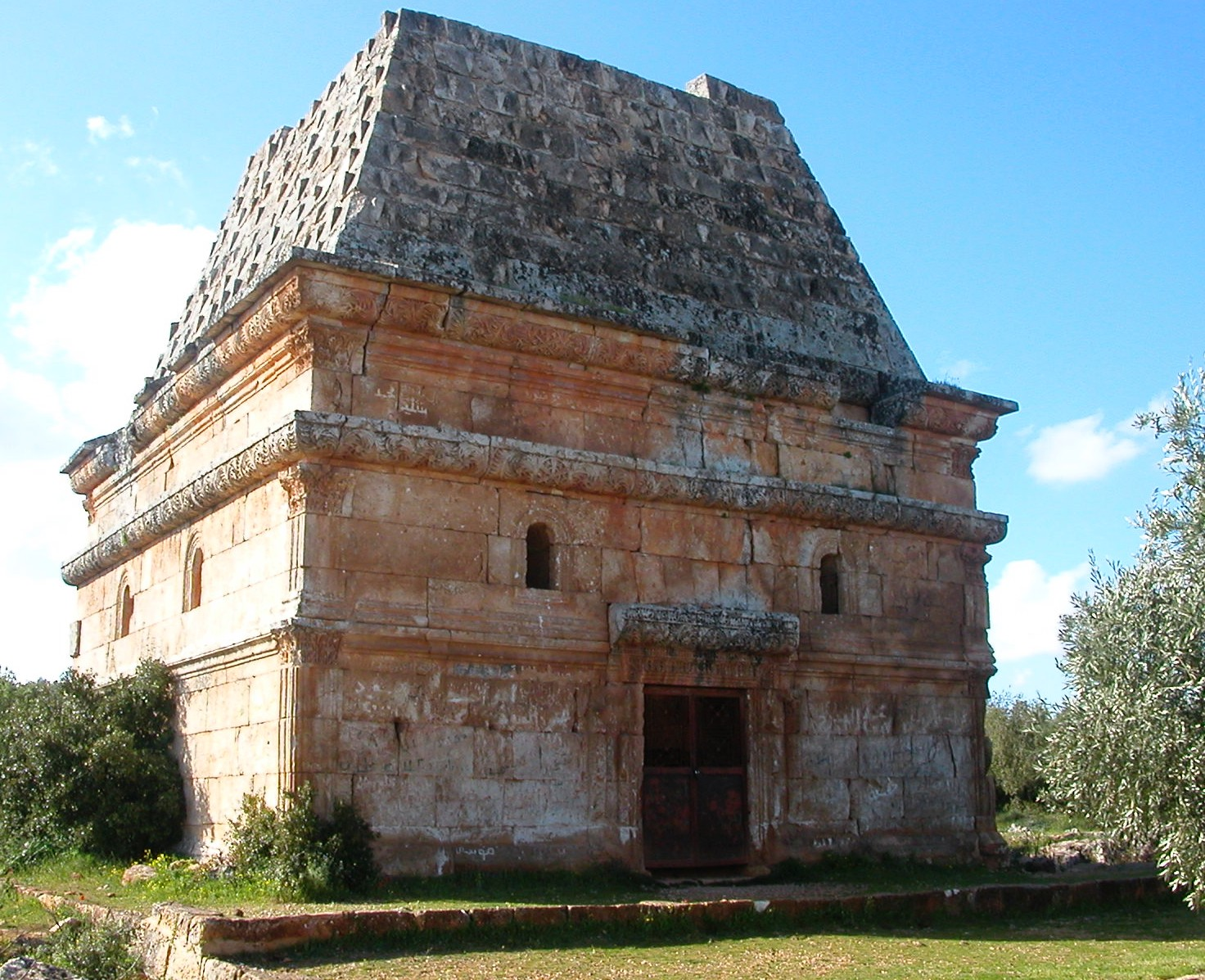
Tombeau pyramidal à al-Bara

Au centre et à la périphérie ouest de la ville antique se trouvent deux tombes pyramidales du VIe siècle, distantes d'environ 200 mètres. Le toit du plus petit tombeau est entièrement conservé, celui du plus grand n'a pas de pointe, mais présente une décoration architecturale soignée : les murs sont divisés par trois bandes de corniche périphériques avec des ornements de rinceaux très fins sur la bande centrale et sur la gouttière. Au-dessus des deux fenêtres en plein cintre de chaque côté, les rinceaux se rejoignent dans des médaillons en forme de croix ou de Christ. Les angles des murs sont conçus comme des pilastres en relief avec des chapiteaux corinthiens. À l'intérieur, cinq sarcophages en pierre ornés des mêmes médaillons sont disposés le long des murs. Plus au sud se trouve une grande chambre funéraire souterraine (hypogée) creusée dans la roche, avec à l'entrée trois arcs monolithiques en plein cintre soutenus par des colonnes.

### Les bains
Les grands bains installés au centre de l'agglomérarion antique ont fait l'objet d'une étude architecturale complète. Le fonctionnement de ce bâtiment thermal protobyzantin en rapport avec la mosquée qui lui est accolée pose la question du développement d’al-Bara aux premiers temps de l’Islam. Malgré de nombreuses modifications, le plan d’origine a pu être restitué sur le modèle des bains de Sergilla : orienté est-ouest, il est pourvu d’une grande salle à laquelle sont accolées du côté sud quatre petites pièces disposées en enfilade. Il s’agit probablement d’un bâtiment à usage collectif qui est dépourvu d’enclos dans son état protobyzantin. La fouille a montré plusieurs phases d’occupation liées à la construction des bains et à leur transformation tardive en habitat, au XIVe siècle.

### La mosquée
L'emplacement de la mosquée, à côté des grands bains, correspond au seul endroit dégagé du site. Ce secteur fut protégé de toute activité agricole en raison de la présence d’un cimetière situé en bordure ouest de l’ancienne mosquée et identifié comme un cimetière médiéval par Georges Tchalenko. La mosquée a été dégagée par la mission archéologique syro-française de la Syrie du Nord, entre 2005 et 2010. Elle est identifiée grâce à son mihrab remarquablement bien conservé. Selon Georges Tchalenko, ce bâtiment fut érigé à l’époque médiévale, à l’emplacement d’un grand marché dont l’existence supposée paraît aujourd’hui douteuse. Elle serait ainsi contemporaine des tombes situées aux abords immédiats de la mosquée et des cinq petits oratoires dispersés sur le site, dont l’un est daté de 1103–1104 par une inscription.
La première phase de construction, au VIIIe siècle, correspond à un bâtiment orienté est/ouest de plan est presque rectangulaire. Il mesure, sans le portique de façade, 7,45 m de large pour une longueur de 15,90 m au nord et 16,40 m au sud. Le mur de qibla possède une niche en cul de four, proéminente sur l'extérieur. La deuxième phase, sans doute contemporaine des tombes médiévales, voit la construction d’une petite mosquée, plus rustique, à l’intérieur de la grande salle.

### Qal‘at Abu Safyan

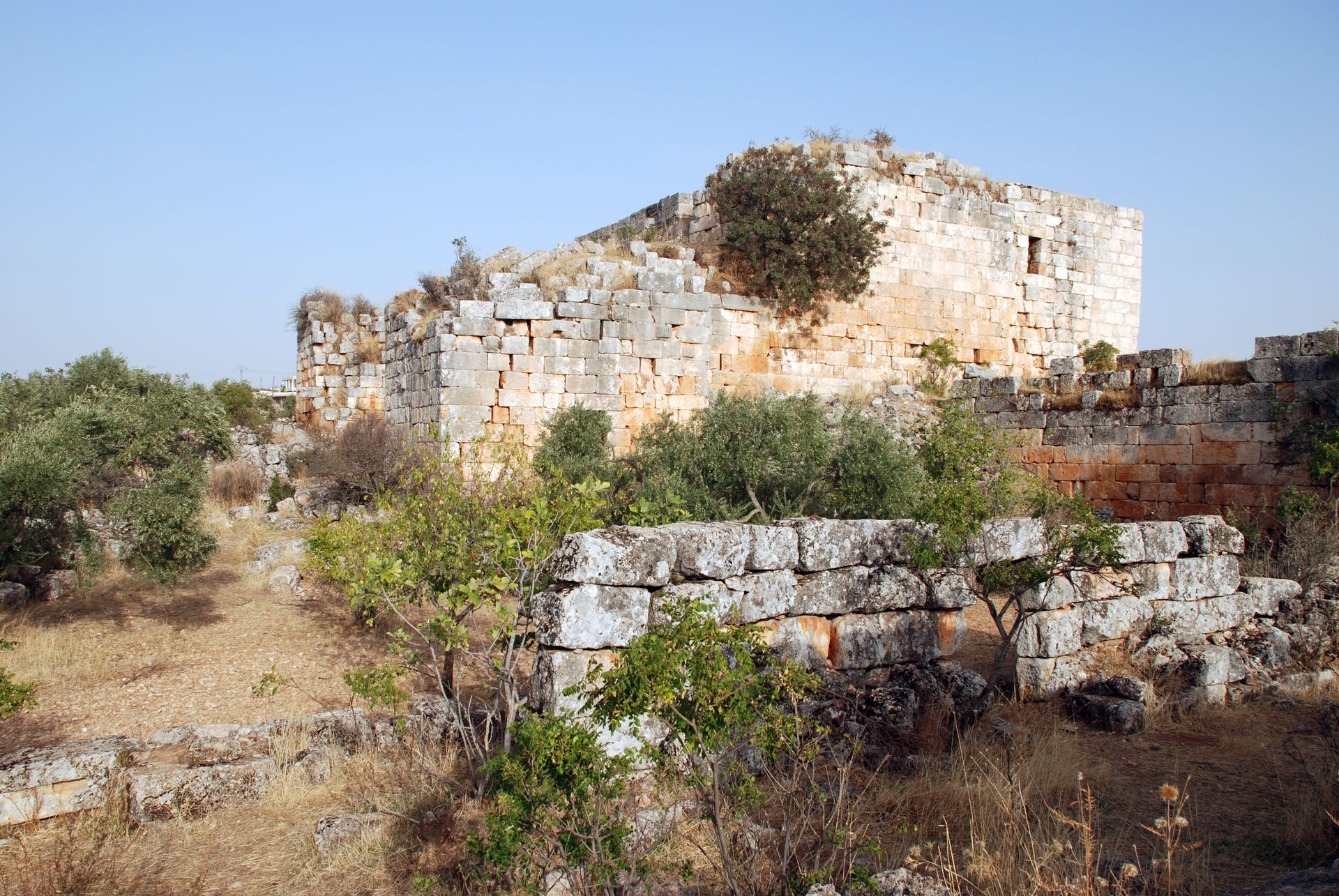
Le donjon de la forteresse d'Abu Safyan

Le Qal‘at Abu Safyan arabe se compose d'un donjon de trois étages avec des murs de 4 à 5 mètres d'épaisseur, dont les pierres calcaires sont plus grossièrement taillées que celles des bâtiments byzantins. Avec cette épaisseur de mur, il ne restait à l'intérieur que de petites pièces presque sans lumière. De son toit, on distingue un mur d'enceinte avec deux tours d'angle et, à l'intérieur du quadrilatère, les fondations de quelques bâtiments annexes parmi les broussailles et les oliviers. Selon une histoire qui constitue une légende des origines de l'introduction de l'islam, la fondation de la forteresse revient au roi juif préislamique Abu Safyan. La fille de ce dernier, Luhaifa, a épousé un Abd al-Rahman, tous deux se sont convertis à l'islam et ont été persécutés par Abu Safyan. Lorsque la bataille eut lieu, les musulmans, aidés par l'ange Jibril, vainquirent leur adversaire et tout le pays tomba entre leurs mains.